# Ambeodontus pilosus
Ambeodontus pilosus là một loài bọ cánh cứng trong họ Cerambycidae.